# Jules Helbig
Pour les articles homonymes, voir Helbig.
Jules Helbig, né le 8 mars 1821 à Liège, où il meurt le 15 février 1906 , est un peintre et historien de l'art belge. Il est membre de la famille Helbig.

## Biographie
Il est le fils de Jean-Baptiste Helbig, banquier et bibliophile, et de Anne-Marie Lautern, et le demi-frère de Henri Helbig (1813-1890), il fut membre de la Société des bibliophiles liégeois.
Formé par Jean-Baptiste Jules Van Marcke à l'académie des beaux-arts de Liège, puis à l'école de peinture de Düsseldorf, Jules Helbig est l'auteur d'une œuvre de peinture décorative, de restauration et de décoration d'édifices religieux, influencé par le mouvement nazaréen et par les théories de Johann Friedrich Overbeck. L'œuvre s'inscrit dans le courant néogothique, dont Jules Helbig est l'un des principaux défenseurs en Belgique, avec Jean-Baptiste Bethune.

## Œuvres

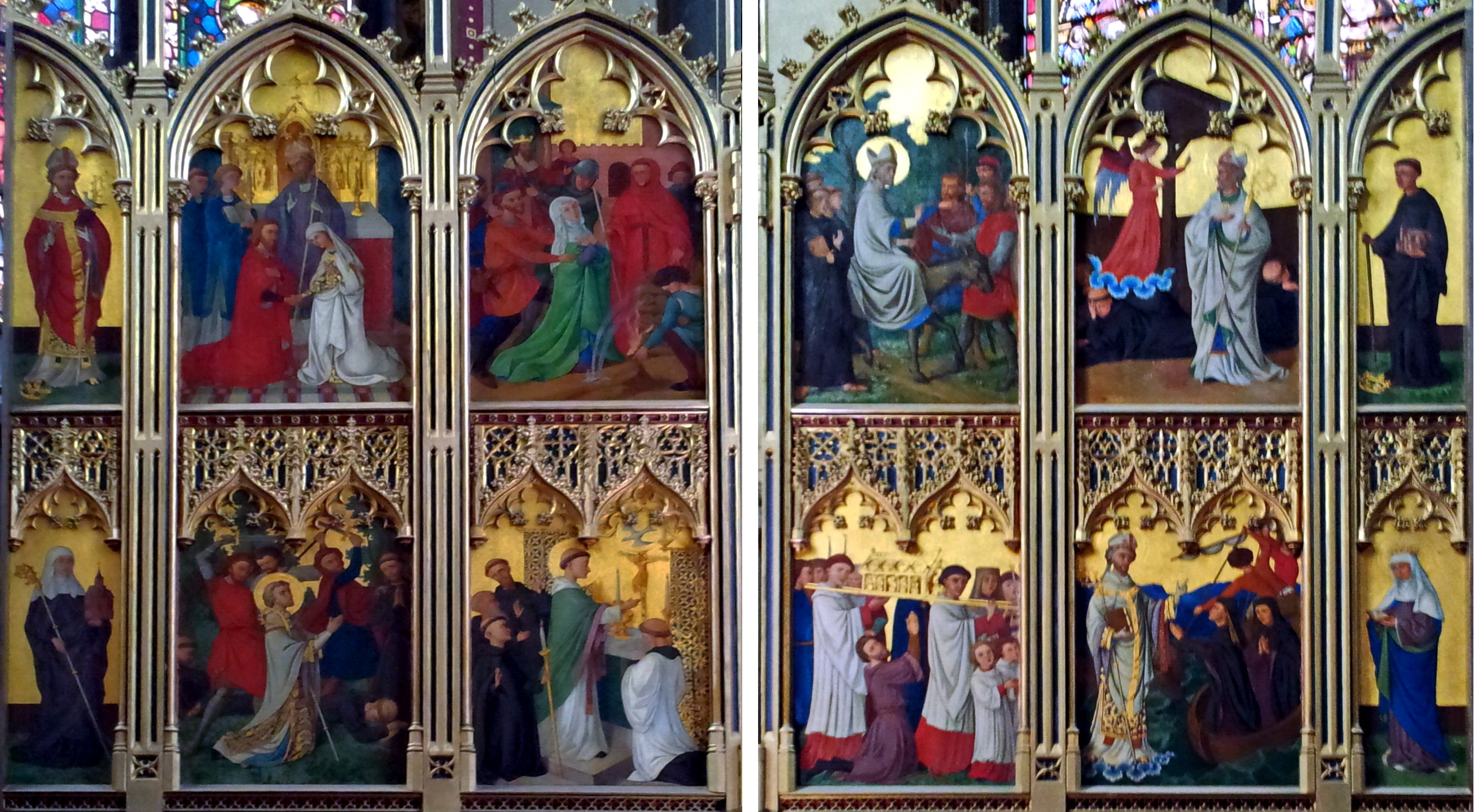
Deux retables de l'église Saint-Pholien de Liège, par Jules Helbig

### Peintures murales religieuses
- 1852 : ancienne collégiale Saint-Denis, à Liège (avec Édouard van Marcke).
- 1857-1861 : décoration du chœur de l'église Notre-Dame de Saint-Trond (avec Édouard van Marcke).
- 1860-1864 : ancienne abbatiale Saint-Jacques, à Liège (avec Édouard van Marcke).
- 1863 : ancienne collégiale Sainte-Croix, à Liège (avec Édouard van Marcke).
- 1866 : église Saint-Christophe, à Liège.
- 1877 : cathédrale Saint-Paul, à Liège.
- 1879 environ : église Saint-Jacques, à Tournai.
- 1884 : abbatiale de Maredsous.

### Retables
- Retable de l'autel de Notre Dame de Saint-Rémy, à l'église Saint-Jacques, à Liège.
- Retable de l'église Saint-Pholien, à Liège.
- Retable de l'église Sainte-Catherine, à Hoogstraten.
- Retable de la Passion, à l'église Notre-Dame, à Saint-Trond.
- Retable de Saint-Louis, à Château-Gontier.

## Publications

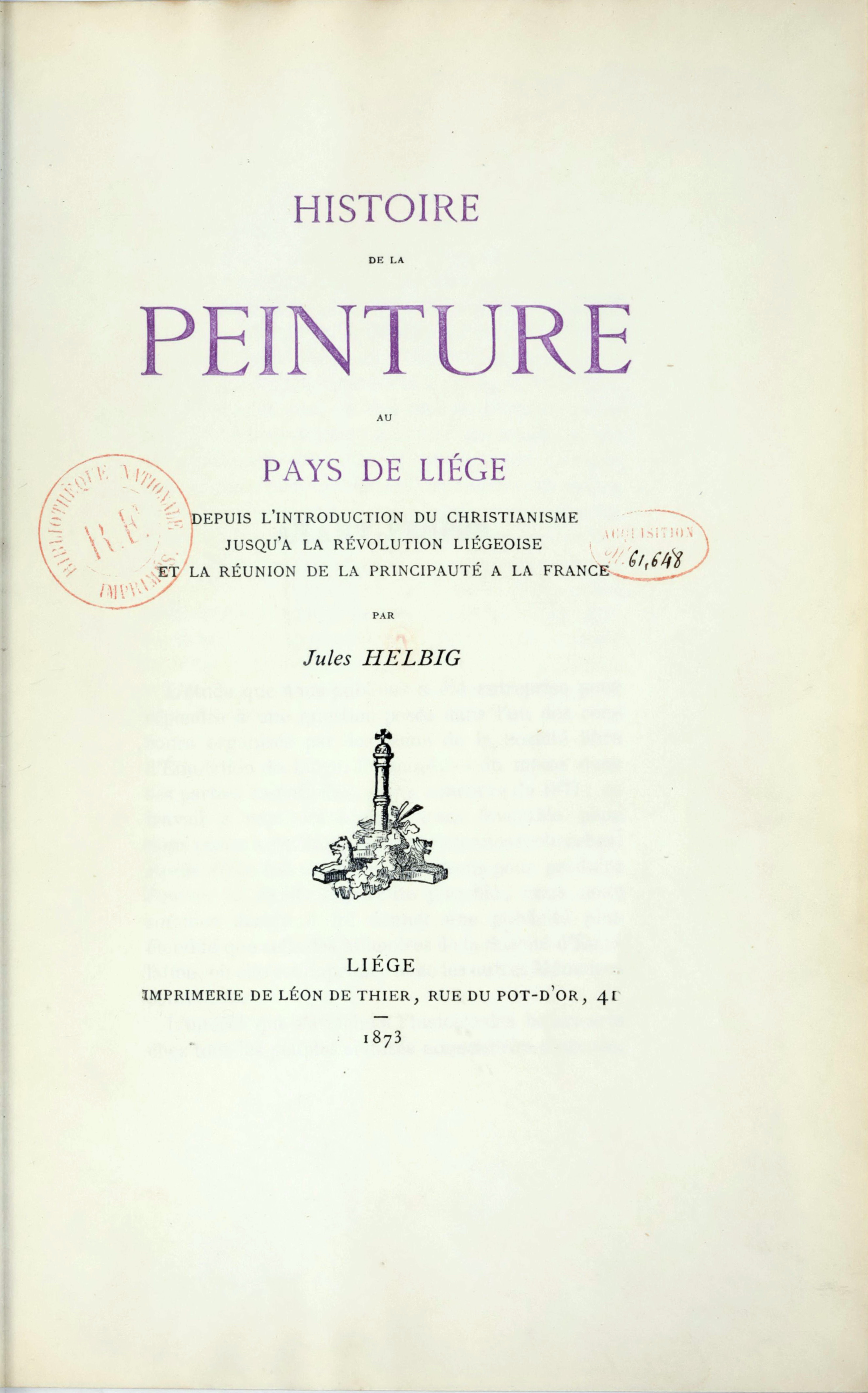
Histoire de la peinture au pays de Liège (1873)

- 1878 : L'abbé de Stavelot Wibald et l'orfèvre G., Bruges, 1878, 6 p.[13]
- 1881 : Éloge académique du Prince de Velbruck
- 1890 (2e édition) : La sculpture et les arts plastiques au pays de Liège et sur les bords de la Meuse.
- 1896 : Album souvenir du baron Bethune (18 juin 1894) / publié par la Gilde de Saint-Thomas et Saint-Luc.Desclée, De Brouwer et Cie. Société Saint-Augustin, 1896. Consultable en ligne : https://www.rijksmuseum.nl/en/collection/RP-F-2005-142 (consulté le 12/04/2021)
- 1897 : « Lairesse (Gérard) », dans Biographie nationale, t. XI, Bruxelles, Académie royale des sciences, des lettres et des Beaux-arts de Belgique (ISSN 0770-7150, lire en ligne), p. 57-68
- 1897 : « Lombard (Lambert) », dans Biographie nationale, t. XII, Bruxelles, Académie royale des sciences, des lettres et des Beaux-arts de Belgique (ISSN 0770-7150, lire en ligne), p. 326-335
- 1897 : « Lovinfosse (Pierre-Michel) », dans Biographie Nationale, t. XII, Bruxelles, Académie royale des sciences, des lettres et des beaux-arts de Belgique, 1897 (ISSN 0770-7150, lire en ligne), p. 524-527
- 1903 : La peinture au pays de Liège et sur les bords de la Meuse, Liège, Imprimerie liégeoise Henri Poncelet
- 1906 : Le Baron Bethune, fondateur des Écoles Saint-Luc. Étude biographique, Lille-Bruges, 1906.
- 1907 : « RENOZ (Jacques-Barthélemy) », dans Biographie Nationale, t. XIX, Bruxelles, Académie royale des sciences, des lettres et des beaux-arts de Belgique (ISSN 0770-7150, lire en ligne), p. 131-135

## Élèves de Jules Helbig
- Adolphe Tassin